# Шебунино (деревня, Пестрецовский сельский округ)
Шебунино — деревня в Ярославском районе Ярославской области. Входит в состав Заволжского сельского поселения.

## География
Находится в восточной части Ярославской области на расстоянии приблизительно 6 км на восток-северо-восток по прямой от станции Филино.

## История
В 1859 году здесь (деревня Ярославского уезда Ярославской губернии) было учтено 35 дворов, в 1898 — 40.

## Население
Численность населения: 186 человек (1859 год), 76 (русские 96 %) в 2002 году, 91 в 2010.